# いわき市立中央台北中学校
いわき市立中央台北中学校（いわきしりつ ちゅうおうだいきたちゅうがっこう）は、福島県いわき市中央台にある公立中学校。いわき市内に4校しかないハンドボール部のある中学校。　

## 歴史
1984年4月1日 開校